# Llista d'asteroides/76601–76700
| Nom     | Designació provisional | Data de descobriment | Lloc de descobriment | Descobridor/s |
| ------- | ---------------------- | -------------------- | -------------------- | ------------- |
| 76601 - | 2000 GL159             | 7 d'abril, 2000      | Socorro              | LINEAR        |
| 76602 - | 2000 GS159             | 7 d'abril, 2000      | Socorro              | LINEAR        |
| 76603 - | 2000 GY159             | 7 d'abril, 2000      | Socorro              | LINEAR        |
| 76604 - | 2000 GW160             | 7 d'abril, 2000      | Anderson Mesa        | LONEOS        |
| 76605 - | 2000 GX161             | 7 d'abril, 2000      | Anderson Mesa        | LONEOS        |
| 76606 - | 2000 GC162             | 7 d'abril, 2000      | Anderson Mesa        | LONEOS        |
| 76607 - | 2000 GN162             | 8 d'abril, 2000      | Socorro              | LINEAR        |
| 76608 - | 2000 GK163             | 10 d'abril, 2000     | Socorro              | LINEAR        |
| 76609 - | 2000 GQ163             | 10 d'abril, 2000     | Haleakala            | NEAT          |
| 76610 - | 2000 GU164             | 5 d'abril, 2000      | Socorro              | LINEAR        |
| 76611 - | 2000 GY165             | 5 d'abril, 2000      | Socorro              | LINEAR        |
| 76612 - | 2000 GB167             | 4 d'abril, 2000      | Anderson Mesa        | LONEOS        |
| 76613 - | 2000 GQ167             | 4 d'abril, 2000      | Socorro              | LINEAR        |
| 76614 - | 2000 GY167             | 4 d'abril, 2000      | Anderson Mesa        | LONEOS        |
| 76615 - | 2000 GP169             | 2 d'abril, 2000      | Anderson Mesa        | LONEOS        |
| 76616 - | 2000 GV172             | 2 d'abril, 2000      | Anderson Mesa        | LONEOS        |
| 76617 - | 2000 GM173             | 5 d'abril, 2000      | Anderson Mesa        | LONEOS        |
| 76618 - | 2000 GY173             | 5 d'abril, 2000      | Anderson Mesa        | LONEOS        |
| 76619 - | 2000 GB174             | 5 d'abril, 2000      | Anderson Mesa        | LONEOS        |
| 76620 - | 2000 GO175             | 2 d'abril, 2000      | Anderson Mesa        | LONEOS        |
| 76621 - | 2000 GF176             | 2 d'abril, 2000      | Anderson Mesa        | LONEOS        |
| 76622 - | 2000 GY176             | 3 d'abril, 2000      | Kitt Peak            | Spacewatch    |
| 76623 - | 2000 GS178             | 3 d'abril, 2000      | Socorro              | LINEAR        |
| 76624 - | 2000 GW178             | 4 d'abril, 2000      | Socorro              | LINEAR        |
| 76625 - | 2000 GC181             | 4 d'abril, 2000      | Anderson Mesa        | LONEOS        |
| 76626 - | 2000 GL182             | 2 d'abril, 2000      | Kitt Peak            | Spacewatch    |
| 76627 - | 2000 GT182             | 4 d'abril, 2000      | Anderson Mesa        | LONEOS        |
| 76628 - | 2000 HC                | 22 d'abril, 2000     | Kleť                 | Kleť          |
| 76629 - | 2000 HG                | 23 d'abril, 2000     | Kurohone             | T. Kobayashi  |
| 76630 - | 2000 HZ3               | 26 d'abril, 2000     | Kitt Peak            | Spacewatch    |
| 76631 - | 2000 HX4               | 27 d'abril, 2000     | Socorro              | LINEAR        |
| 76632 - | 2000 HJ6               | 24 d'abril, 2000     | Kitt Peak            | Spacewatch    |
| 76633 - | 2000 HL6               | 24 d'abril, 2000     | Kitt Peak            | Spacewatch    |
| 76634 - | 2000 HH9               | 27 d'abril, 2000     | Socorro              | LINEAR        |
| 76635 - | 2000 HH10              | 27 d'abril, 2000     | Socorro              | LINEAR        |
| 76636 - | 2000 HM11              | 28 d'abril, 2000     | Socorro              | LINEAR        |
| 76637 - | 2000 HM12              | 28 d'abril, 2000     | Socorro              | LINEAR        |
| 76638 - | 2000 HS14              | 29 d'abril, 2000     | Prescott             | P. G. Comba   |
| 76639 - | 2000 HP15              | 29 d'abril, 2000     | Socorro              | LINEAR        |
| 76640 - | 2000 HR15              | 29 d'abril, 2000     | Socorro              | LINEAR        |
| 76641 - | 2000 HT20              | 27 d'abril, 2000     | Socorro              | LINEAR        |
| 76642 - | 2000 HD21              | 27 d'abril, 2000     | Socorro              | LINEAR        |
| 76643 - | 2000 HH23              | 30 d'abril, 2000     | Socorro              | LINEAR        |
| 76644 - | 2000 HY24              | 24 d'abril, 2000     | Anderson Mesa        | LONEOS        |
| 76645 - | 2000 HF25              | 24 d'abril, 2000     | Anderson Mesa        | LONEOS        |
| 76646 - | 2000 HY25              | 24 d'abril, 2000     | Anderson Mesa        | LONEOS        |
| 76647 - | 2000 HQ30              | 28 d'abril, 2000     | Socorro              | LINEAR        |
| 76648 - | 2000 HH31              | 29 d'abril, 2000     | Socorro              | LINEAR        |
| 76649 - | 2000 HU31              | 29 d'abril, 2000     | Socorro              | LINEAR        |
| 76650 - | 2000 HW32              | 29 d'abril, 2000     | Socorro              | LINEAR        |
| 76651 - | 2000 HV33              | 24 d'abril, 2000     | Anderson Mesa        | LONEOS        |
| 76652 - | 2000 HF35              | 27 d'abril, 2000     | Socorro              | LINEAR        |
| 76653 - | 2000 HJ35              | 27 d'abril, 2000     | Socorro              | LINEAR        |
| 76654 - | 2000 HM35              | 27 d'abril, 2000     | Socorro              | LINEAR        |
| 76655 - | 2000 HK36              | 28 d'abril, 2000     | Socorro              | LINEAR        |
| 76656 - | 2000 HN36              | 28 d'abril, 2000     | Socorro              | LINEAR        |
| 76657 - | 2000 HU36              | 28 d'abril, 2000     | Socorro              | LINEAR        |
| 76658 - | 2000 HV36              | 28 d'abril, 2000     | Socorro              | LINEAR        |
| 76659 - | 2000 HX36              | 28 d'abril, 2000     | Socorro              | LINEAR        |
| 76660 - | 2000 HC37              | 28 d'abril, 2000     | Socorro              | LINEAR        |
| 76661 - | 2000 HP39              | 29 d'abril, 2000     | Kitt Peak            | Spacewatch    |
| 76662 - | 2000 HB41              | 28 d'abril, 2000     | Socorro              | LINEAR        |
| 76663 - | 2000 HJ41              | 28 d'abril, 2000     | Socorro              | LINEAR        |
| 76664 - | 2000 HT41              | 28 d'abril, 2000     | Socorro              | LINEAR        |
| 76665 - | 2000 HZ41              | 28 d'abril, 2000     | Anderson Mesa        | LONEOS        |
| 76666 - | 2000 HV42              | 29 d'abril, 2000     | Socorro              | LINEAR        |
| 76667 - | 2000 HW42              | 29 d'abril, 2000     | Socorro              | LINEAR        |
| 76668 - | 2000 HA45              | 26 d'abril, 2000     | Anderson Mesa        | LONEOS        |
| 76669 - | 2000 HD51              | 29 d'abril, 2000     | Socorro              | LINEAR        |
| 76670 - | 2000 HL53              | 29 d'abril, 2000     | Socorro              | LINEAR        |
| 76671 - | 2000 HD54              | 29 d'abril, 2000     | Socorro              | LINEAR        |
| 76672 - | 2000 HD56              | 24 d'abril, 2000     | Anderson Mesa        | LONEOS        |
| 76673 - | 2000 HL56              | 24 d'abril, 2000     | Anderson Mesa        | LONEOS        |
| 76674 - | 2000 HC58              | 24 d'abril, 2000     | Kitt Peak            | Spacewatch    |
| 76675 - | 2000 HL61              | 25 d'abril, 2000     | Anderson Mesa        | LONEOS        |
| 76676 - | 2000 HH62              | 25 d'abril, 2000     | Kitt Peak            | Spacewatch    |
| 76677 - | 2000 HU62              | 26 d'abril, 2000     | Anderson Mesa        | LONEOS        |
| 76678 - | 2000 HA63              | 26 d'abril, 2000     | Anderson Mesa        | LONEOS        |
| 76679 - | 2000 HV63              | 26 d'abril, 2000     | Anderson Mesa        | LONEOS        |
| 76680 - | 2000 HD64              | 26 d'abril, 2000     | Anderson Mesa        | LONEOS        |
| 76681 - | 2000 HR66              | 26 d'abril, 2000     | Kitt Peak            | Spacewatch    |
| 76682 - | 2000 HV66              | 26 d'abril, 2000     | Kitt Peak            | Spacewatch    |
| 76683 - | 2000 HN68              | 28 d'abril, 2000     | Kitt Peak            | Spacewatch    |
| 76684 - | 2000 HS70              | 26 d'abril, 2000     | Anderson Mesa        | LONEOS        |
| 76685 - | 2000 HA72              | 25 d'abril, 2000     | Anderson Mesa        | LONEOS        |
| 76686 - | 2000 HN72              | 26 d'abril, 2000     | Anderson Mesa        | LONEOS        |
| 76687 - | 2000 HA73              | 27 d'abril, 2000     | Anderson Mesa        | LONEOS        |
| 76688 - | 2000 HB73              | 27 d'abril, 2000     | Anderson Mesa        | LONEOS        |
| 76689 - | 2000 HL73              | 27 d'abril, 2000     | Anderson Mesa        | LONEOS        |
| 76690 - | 2000 HZ73              | 28 d'abril, 2000     | Socorro              | LINEAR        |
| 76691 - | 2000 HU75              | 27 d'abril, 2000     | Socorro              | LINEAR        |
| 76692 - | 2000 HY75              | 27 d'abril, 2000     | Socorro              | LINEAR        |
| 76693 - | 2000 HD79              | 28 d'abril, 2000     | Anderson Mesa        | LONEOS        |
| 76694 - | 2000 HZ79              | 28 d'abril, 2000     | Anderson Mesa        | LONEOS        |
| 76695 - | 2000 HE80              | 28 d'abril, 2000     | Anderson Mesa        | LONEOS        |
| 76696 - | 2000 HT81              | 29 d'abril, 2000     | Socorro              | LINEAR        |
| 76697 - | 2000 HG83              | 29 d'abril, 2000     | Anderson Mesa        | LONEOS        |
| 76698 - | 2000 HP83              | 30 d'abril, 2000     | Anderson Mesa        | LONEOS        |
| 76699 - | 2000 HK85              | 30 d'abril, 2000     | Anderson Mesa        | LONEOS        |
| 76700 - | 2000 HQ86              | 30 d'abril, 2000     | Anderson Mesa        | LONEOS        |